# Pyrausta sanguinalis
Pyrausta sanguinalis là một loài bướm đêm thuộc họ Crambidae. Nó được tìm thấy ở châu Âu.
Sải cánh dài 14–18 mm. Con trưởng thành bay từ tháng 6 đến tháng 8 tùy theo địa điểm.
Ấu trùng ăn Common sage, Rosemary và Thyme.